# McKelvey Valley
Das McKelvey Valley ist ein Tal zwischen dem westlichen Teil der Olympus Range und der Insel Range im ostantarktischen Viktorialand. 
Benannt wurde es anlässlich einer von 1958 bis 1959 durchgeführten Kampagne im Rahmen der neuseeländischen Victoria University’s Antarctic Expeditions. Namensgeber ist Barrie Cooper McKelvey (* 1937), ein Geologe der Victoria University und Teilnehmer der Expedition, der bereits im Rahmen der Commonwealth Trans-Antarctic Expedition (1955–1958) zwischen 1957 und 1958 erste geologische Forschungsarbeiten im Tal vorgenommen hatte.